# Leurs enfants après eux
Leurs enfants après eux (internationaler Titel: And Their Children After Them) ist ein französischer Spielfilm von Ludovic und Zoran Boukherma aus dem 2024. Es handelt sich um die Verfilmung des gleichnamigen, preisgekrönten Romans von Nicolas Mathieu (dt. Titel: Wie später ihre Kinder). Über mehrere Sommer begleitet das Drama drei Jugendliche in einem ehemaligen Industriestandort im Osten Frankreichs. Die Hauptrollen übernahmen Paul Kircher, Angelina Woreth und Sayyid El Alami. Der Film wurde Ende August 2024 auf dem Filmfestival von Venedig uraufgeführt und soll Anfang Dezember desselben Jahres regulär in die französischen Kinos kommen.

## Handlung
Frankreich im August 1992: Der Jugendliche Anthony wächst in einer ehemaligen Industriestadt im Osten des Landes auf. An einem heißen Sommernachmittag stiehlt er mit seinem Cousin Kanus aus dem örtlichen Wassersportverein. Am See treffen sie durch Zufall auf die gleichaltrige Steph und ihre Freundin Clem. Anthony verliebt sich auf der Stelle in Steph. Die beiden Jungen werden von den Mädchen zu einer Party am Abend eingeladen. Um dorthin zu gelangen, leiht sich Anthony heimlich das Motorrad seines Vaters. Am nächsten Morgen muss er feststellen, dass das Motorrad verschwunden ist. Der Diebstahl wurde von Hacine begangen, einem rebellischen Jugendlichen mit Migrationshintergrund aus der Nachbarschaft. Dies setzt eine Kette von Ereignissen in Gang, was Anthonys und Hacines Leben gehörig durcheinanderbringt.
Auch drei weitere Sommer kreuzen sich die Wege von Anthony, Steph und Hacine.

## Entstehungsgeschichte

### Anfänge des Projekts und literarische Vorlage

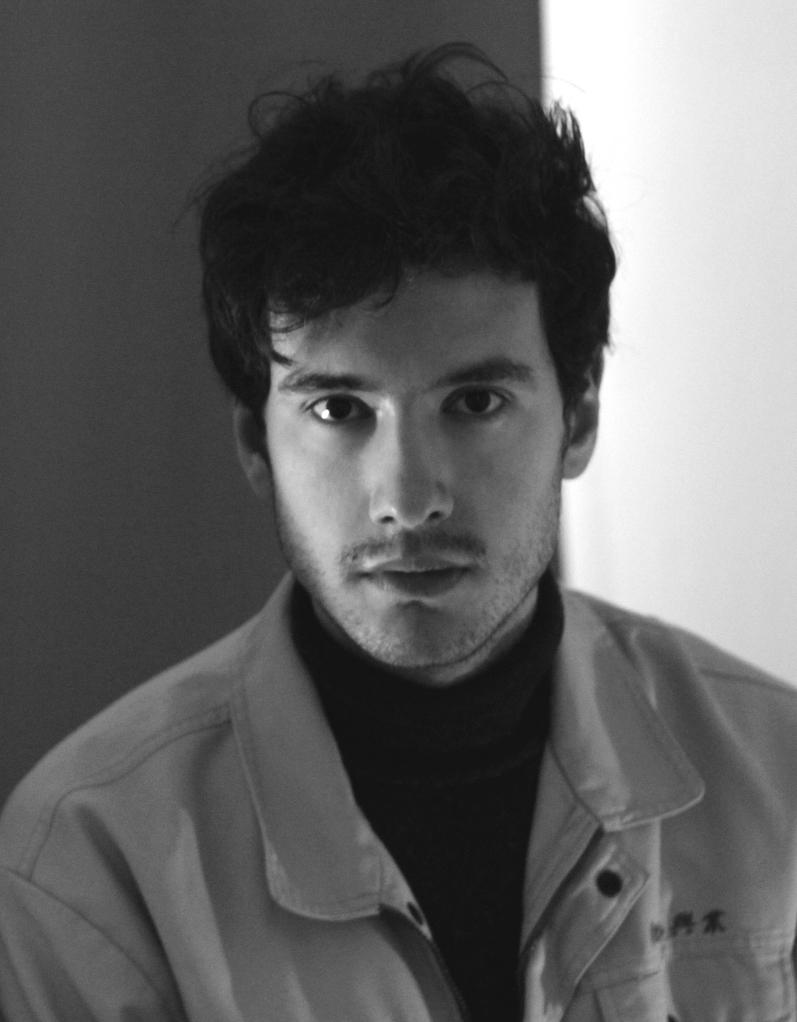
Co-Regisseur Zoran Boukherma (2020)

Leurs enfants après eux ist der vierte Spielfilm des französischen Brüderpaares Ludovic und Zoran Boukherma, für das beide auch das Drehbuch verfassten. Ursprünglich hatte den Stoff Gilles Lellouche verfilmen wollen, sich dann aber dem Spielfilmprojekt Beating Hearts (2024) gewidmet. Er hatte den Brüdern Boukherma zuvor geraten, das Projekt als Serie zu realisieren.
Leurs enfants après eux basiert auf dem gleichnamigen Roman von Nicolas Mathieu, der 2018 mit dem Prix Goncourt prämiert wurde. Eine deutsche Übersetzung von Lena Müller erschien ein Jahr später unter dem Titel Wie später ihre Kinder im Hanser-Verlag und fand großes Lob seitens der deutschsprachigen Literaturkritik. Obwohl Mathieu angibt, seine Werke „sehr visuell“ zu schreiben und diese vom Kino und von Serien inspiriert seinen, wollte er nicht selbst seinen Roman für die Leinwand adaptieren. Er hatte zuvor den Boukherma-Spielfilm Teddy (2020) gesehen und diesen „sehr geliebt“. Die Horror-Komödie variiert das Werwolf-Motiv und spielt in einem Dorf in den Pyrenäen. Die Handlung wird aus der Sicht eines 19-Jährigen erzählt (dargestellt von Anthony Bajon). Die Filmproduzenten Alain Attal und Hugo Sélignac sollen die Rechte für die Verfilmung erhalten haben, weil sie Mathieu versprachen, den Stoff nicht naturalistisch verfilmen zu wollen. Sie versprachen ihm, ein Werk im Stil von Paul Thomas Anderson und Martin Scorsese zu schaffen. „Wir wollen etwas Romantisches in die radikale und strenge Welt bringen, die im Buch beschrieben wird. Wir dachten: ‚Wir werden keinen fröhlichen Film daraus machen, aber wir wollen etwas Schönheit und Licht in diese kleine Stadt bringen.‘ Das hat einen Nerv getroffen“, so Sélignac, der Stiefsohn des bekannten französischen Filmemachers Étienne Chatiliez ist.

### Darsteller und weiterer Filmstab

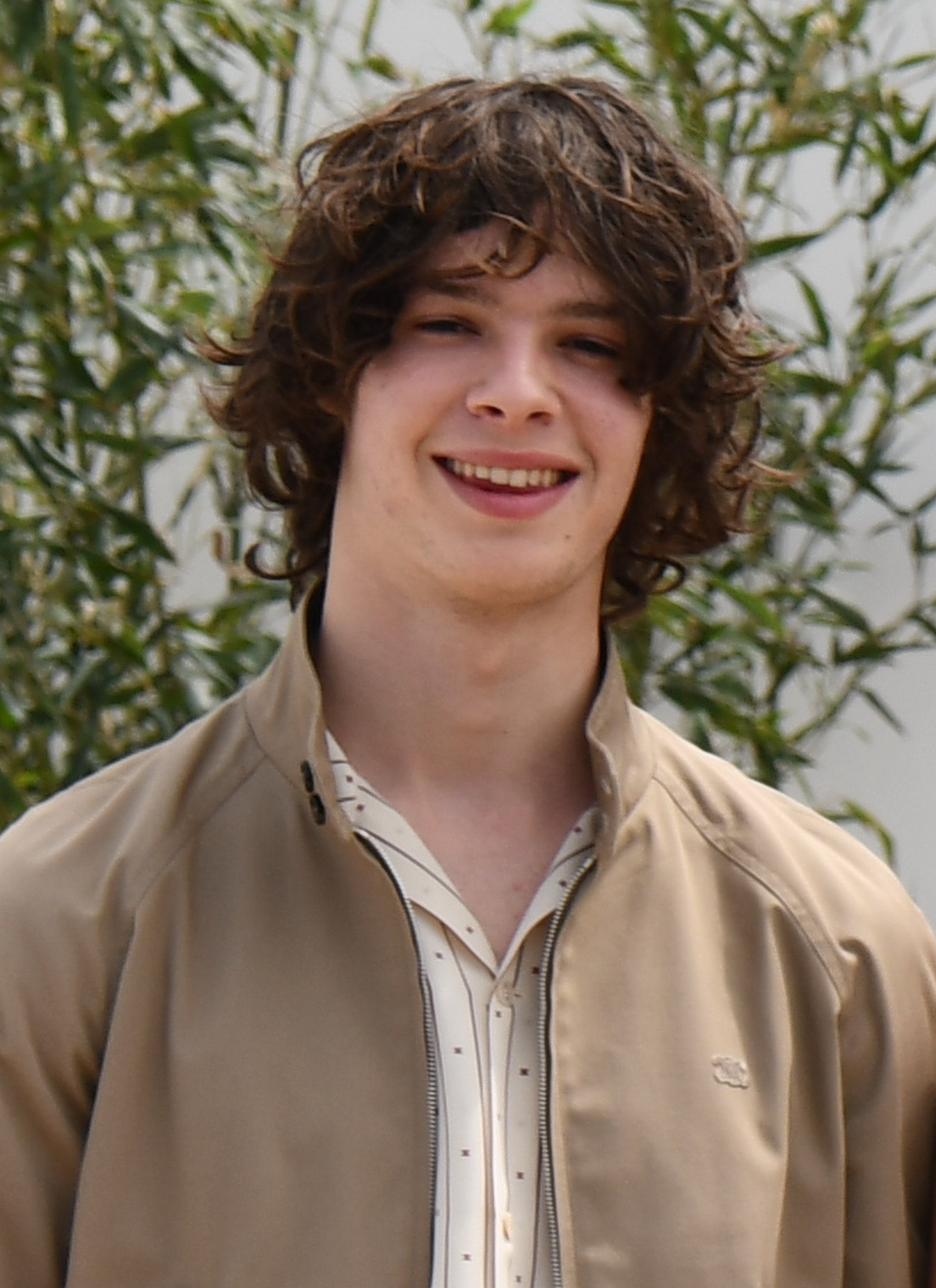
Hauptdarsteller Paul Kircher (2023)

Als Hauptdarsteller wurden die jungen französischen Schauspieler Paul Kircher als Anthony, Angelina Woreth als Steph und Sayyid El Alami als Hacine besetzt. In weiteren Rollen sind unter anderem der als Regisseur verhinderte Gilles Lellouche und Ludivine Sagnier als Anthonys Eltern zu sehen. Finanziell unterstützt wurde das Projekt von der Region Grand Est und dem Département Vosges, wo die Dreharbeiten stattfanden und auch Nicolas Mathieu, Autor der Vorlage, aufwuchs. Als Kameramann wurde Augustin Barbaroux ausgewählt, der bereits zuvor mit den Boukhermas an Teddy zusammengearbeitet hatte. Insgesamt waren 55 Drehtage vorgesehen, von Ende Juli bis Anfang Oktober 2023.
Die Filmmusik komponierte Amaury Chabauty. Er hatte die Boukhermas bereits bei ihren Spielfilmen Year of the Shark (2022), Teddy und den Kurzfilm La naissance du monstre (2018) unterstützt. Der Soundtrack von Leurs enfants après eux soll auch Songs von Stars wie Bob Dylan, Bruce Springsteen, den Red Hot Chili Peppers, NTM, Johnny Hallyday und R.E.M. enthalten. Für den Schnitt zeichnete die Editorin Géraldine Mangenot verantwortlich, die das erste Mal mit dem Regie-Duo zusammenarbeitete.
Der Film wurde produziert von Alain Attal für das Unternehmen Trésor Films und Hugo Sélignac für Chi-Fou-Mi Productions. Als Koproduzent fungierte France 3 Cinéma. Die Produktionskosten werden mit rund 12 Millionen Euro beziffert. Es handelt sich um das erste französische Filmprojekt, bei dem Warner Bros. France (Verleih), der Streaminganbieter HBO Max und France Télévisions (Vorkaufsrechte) gemeinsam involviert waren. Ebenfalls einen Teil der Verwertungsrechte sicherte sich Canal+.

## Veröffentlichung
Die Premiere von Leurs enfants après eux erfolgte am 31. August 2024 beim 81. Filmfestival von Venedig, wo das Werk in den Hauptwettbewerb eingeladen wurde.
Ein regulärer Kinostart in Frankreich im Verleih von Warner Bros. France wurde auf den 4. Dezember 2024 verschoben. Ursprünglich war der 14. September 2024 für die Kinoauswertung vorgesehen.

## Auszeichnungen
Für Leurs enfants après eux erhielten Ludovic und Zoran Boukherma eine Einladung in den Wettbewerb um den Goldenen Löwen, den Hauptpreis des Filmfestivals von Venedig. Hauptdarsteller Paul Kircher wurde dort mit dem Marcello-Mastroianni-Preis als bester Nachwuchsschauspieler geehrt.